# Geographie Kärntens

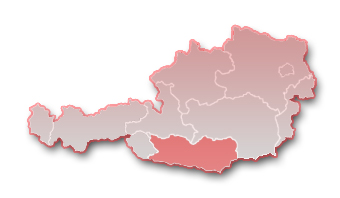
Lage von Kärnten in Österreich

Reliefkarte Kärntens

Die Geographie Kärntens, des südlichsten österreichischen Bundeslandes, ist von seiner Lage in den Ostalpen und vom Klagenfurter Becken, der größten inneralpinen Beckenlandschaft, geprägt. Im Klagenfurter Becken liegen die meisten Städte und die für den Sommertourismus wichtigen Kärntner Seen.

## Lage
Kärnten bildet ungefähr ein Rechteck und erstreckt sich von Nord nach Süd über rund 70 km (von 46°23' bis 47°08' nördlicher Breite). Die West-Ost-Ausdehnung beträgt rund 180 km von 12°40' bis 15°03' östlicher Länge. Mit einer Fläche von 9.536 km² ist es das fünftgrößte der neun österreichischen Bundesländer.
Kärnten grenzt im Westen an Osttirol, im Nordwesten an Salzburg, im Nordosten und Osten an die Steiermark und im Süden an Slowenien sowie die italienischen Regionen Friaul-Julisch Venetien und Venetien. Die Landesgrenze wird fast vollständig von Gebirgskämmen gebildet: im Norden von den Hohen Tauern und den Gurktaler Alpen, im Osten durch die Koralpe, im Süden durch die Karnischen Alpen und die Karawanken, im Westen von den Lienzer Dolomiten und der Schobergruppe.
Die Verengung des Landesgebietes ungefähr in der Mitte auf nur 44 km ergibt zusammen mit den unterschiedlichen Geländeformen die Unterteilung in das vom Hochgebirge geprägte Oberkärnten sowie das vom Klagenfurter Becken und ausgedehnten Flusstälern dominierte Unterkärnten. Die Grenze verläuft in etwa vom Königstuhl (Gurktaler Alpen) im Norden zum Mittagskogel (Karawanken) im Süden, womit Villach auf der Grenzlinie liegt. Der Begriff Mittelkärnten ist hingegen weniger klar definiert, hiermit wird meist das Gebiet etwa zwischen Nockbergen und Saualpe bezeichnet.

## Großlandschaften und Raumeinheiten
| Die geographischen Raumeinheiten | Die geographischen Raumeinheiten | Die geographischen Raumeinheiten |
| Gebirge (Ziffern) | Täler (Großbuchstaben) | Klagenfurter Becken (Kleinbuchstaben) |
| --- | --- | --- |
| 1 Hohe Tauern 1a Glocknergruppe 1b Schobergruppe 1c Sonnblickgruppe 1d Sadniggruppe 1e Ankogel-Hochalmgruppe 1f Reißeckgruppe 1g Hafnergruppe 1h Kreuzeckgruppe 2 Gurktaler Alpen 2a Westliche Nockberge 2b Östliche Nockberge 2c Afritzer Nockberge 2d Metnitzer Alpen 2e Mödringbergzug 2f Wimitzer Berge 2g Guttaringer Bergland 3 Seetaler Alpen 4 Saualpe 5 Packalpe 6 Koralpe 7 Drauzug 7a Lienzer Dolomiten 7b Latschurgruppe 7c Reißkofelgruppe 7d Mittlere Gailtaler Alpen 7e Dobratsch 8 Karnische Alpen 9 Karawanken 9a Petzen 10 Kömmelberg 11 Steiner Alpen | A1 Oberes Drautal A2 Lurnfeld A3 Unteres Drautal B1 Oberes Mölltal B2 Mittleres Mölltal B3 Unteres Mölltal B4 Mallnitztal C1 Liesertal C2 Maltatal D Gailtal D1 Lesachtal D2 Oberes Gailtal D3 Unteres Gailtal D4 Gitschtal E Täler in den Gurktaler Alpen E1 Millstätter Tal E2 Gegendtal E3 Kleinkirchheimer Senke E4 Oberes Gurktal E5 Sirnitzer Gurkenge E6 Mittleres Gurktal E7 Glödnitzer Tal E8 Metnitztal E9 Friesacher Feld F Lavanttal F1 Oberes Lavanttal F2 Twimberger Graben F3 Unteres Lavanttal | a Villacher Feld b Faak-Veldener Senke c Ossiachertal d Ossiacher Tauern e Feldkirchen-Moosburger Hügelland f Glantaler Bergland g Glantal h Zollfeld i St. Veiter Hügelland k Krappfeld l Brückler Bergland m Görtschitztal n Launsdorfer Senke o Magdalensberg p Maria Saaler Hügelland q Klagenfurter Feld r Völkermarkter Hügelland s St. Pauler Berge t Lavamünder Drautal u Sattnitz v Oberes Rosental w Unteres Rosental x Vellach-Senke y Klopeiner Hügelland z Jauntal |
| Diese Einteilung folgt weitestgehend M. Seger in Mildner/Zwander 1999, S. 34f. Die Nummerung ist nicht die des Autors. | | |

## Gebirge

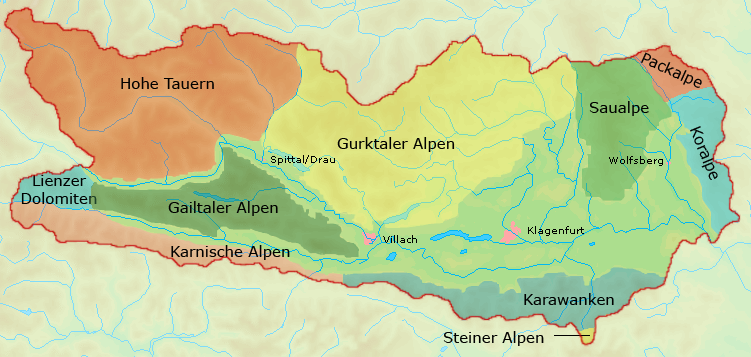
Gebirgszüge Kärntens

Kärnten wird ringsum von Gebirgen begrenzt. Während Oberkärnten von hohen Bergen geprägt ist, dominieren in Unterkärnten die Lavanttaler Alpen mit weniger hohen Gipfeln. Die Drau, die das Land längs durchfließt, trennt dabei die Urgesteinsregion (nördlich) von den Kalkalpen (südlich). Ausnahme in diesem Schema ist das Goldeck, der einzige Urgesteinsstock südlich der Drau.

### Zentralalpen
Die Kärntner Gebirgszüge der Zentralalpen sind:

#### Hohe Tauern
Die Hohen Tauern gliedern sich in:
- Glocknergruppe: Die Glocknergruppe ist die höchste Gebirgsgruppe Kärntens. Der höchste Gipfel der Glocknergruppe und gleichzeitig der höchste Gipfel Österreichs ist der Großglockner (3.798 m). Die Glocknergruppe ist stark vergletschert, der größte Gletscher ist die Pasterze. Östlich der Gruppe verläuft die Großglockner-Hochalpenstraße.
- Schobergruppe: Der höchste Berg dieser vergletscherten Gebirgsgruppe ist das Petzeck (3.283 m).
- Sonnblickgruppe oder Goldberggruppe: Der höchste Gipfel dieser Gruppe ist der Hocharn (3.254 m). Weitere Gipfel sind der Hohe Sonnblick (3.105 m) und das Schareck (3.122 m).
- Kreuzeckgruppe: Der höchste Gipfel der Kreuzeckgruppe ist der Polinik (2.784 m). Andere Gipfel sind das Kreuzeck (2.702 m), das Hochkreuz (2.708 m) und der Scharnik (2.665 m).
- Ankogelgruppe: Der höchste Berg dieser Gruppe ist die Hochalmspitze (3.360 m). Der zweithöchste Gipfel dieser Gruppe ist der Ankogel (3.246 m). Auch die Ankogelgruppe ist vergletschert.
- Reißeckgruppe: Die südöstlich an die Ankogelgruppe angrenzende Reißeckgruppe hat als höchsten Gipfel das Reißeck (2.955 m). Weitere Gipfel sind die Tristenspitze (2.929 m) und das Gmeineck (2.592 m).

#### Gurktaler Alpen
Die Gurktaler Alpen reichen vom Liesertal im Westen bis zum Neumarkter Sattel im Osten und vom Murtal im Norden bis zum Unteren Drautal und dem Klagenfurter Becken im Süden. Der höchste Berg des Gebirgszuges ist der Eisenhut (2.441 m). Sie teilen sich in:
- Nockberge: Der höchste Gipfel ist der Rosennock (2.440 m). Weitere Gipfel sind der Große Königsstuhl (2.336 m), Rinsennock (2.334 m), die Moschelitzen (2.310 m), die Schwarzwand (2.214 m), Millstätter Alpe (2.091 m), und der Wöllaner Nock (2.145 m).
- Metnitzer Berge zwischen Mur- und Metnitztal: Der höchste Gipfel ist die Pranker Höhe (2.166 m).
- Mödringbergzug zwischen Metnitz- und Gurktal.
- Wimitzer Berge zwischen Gurk- und Glantal: Der höchste Gipfel ist der Schneebauer Berg (1.338 m).

#### Saualpe

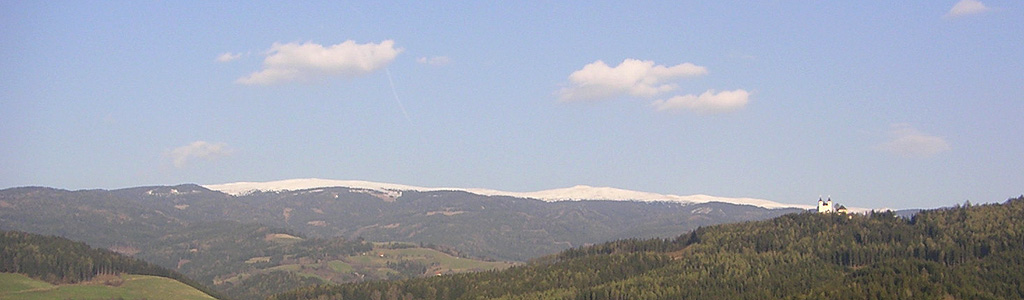
Saualpe, gesehen von Guttaring aus, April 2005

Die Saualpe und im Norden anschließend der Kärntner Anteil der Seetaler Alpen liegen zwischen dem Görtschitztal im Westen und dem Lavanttal im Osten. Der höchste Gipfel der Saualpe ist die Ladinger Spitz (2.079 m).

#### Steirisches Randgebirge
Der Kärntner Anteil des Steirischen Randgebirges trennt das Lavanttal im Westen vom weststeirischen Hügelland im Osten. Die Stub- und Packalpe liegt nördlich des Packsattels. Höchster Gipfel ist der Ameringkogel (2.187 m).
Die Koralpe reicht vom Packsattel bis nach Lavamünd. Ihr höchster Gipfel ist der Große Speikkogel (2.140 m).

### Südliche Kalkalpen
Die Gebirgszüge südlich der Drau gehören – mit Ausnahme der Goldeck-Latschurgruppe – zu den Südlichen Kalkalpen:

#### Gailtaler Alpen
Die Gailtaler Alpen zwischen Drau und Gail unterteilen sich in die Lienzer Dolomiten von der Westgrenze bis zum Gailbergsattel. Östlich schließen sich die Reißkofelgruppe (zwischen Gailbergsattel und Gitschtal), die Goldeck-Latschurgruppe (zwischen Weissensee-Weissenbach und Drautal, großteils kristallin), die Spitzegelgruppe und der Dobratsch an. Der höchste Gipfel der Gailtaler Alpen liegt in Osttirol und ist die Große Sandspitze (2.772 m). Andere Gipfel: Spitzkofel (2.717 m), Tamerlanhöhe (2.377 m), Reißkofel (2.371 m), Latschur (2.236 m), Goldeck (2.142 m), Spitzegel (2.119 m) und Dobratsch (2.166 m).

#### Karnische Alpen
Die Karnischen Alpen bilden die natürliche Grenze Kärntens zu Italien. Sie liegen südlich des Gailtales und reichen im Osten bis zur Gailitz. Die höchsten Gipfel sind: Hohe Warte (2.780 m), Zwölferspitze (2.593 m), Pfannspitze (2.678 m), Trogkofel (2.279 m) und der Gartnerkofel (2.195 m).

#### Karawanken
Die Karawanken schließen im Osten an die Karnischen Alpen an und bilden die südliche Grenze Kärntens zu Slowenien. Ihr höchster Berg ist der Hochstuhl (2.237 m). In den Karawanken liegen der Mittagskogel (2.143 m) und das Petzenmassiv (2.113 m).

#### Steiner Alpen
Kärnten hat auch einen kleinen Anteil an den Steiner Alpen, die südlich der Karawanken hauptsächlich in Slowenien liegen.

## Klagenfurter Becken
Das Klagenfurter Becken erstreckt sich von Villach bis Lavamünd, vom Rosental im Süden bis Feldkirchen und Althofen im Norden. Es ist das Hauptsiedlungsgebiet des Bundeslandes mit den Städten Klagenfurt, Villach, Sankt Veit an der Glan, Völkermarkt und Feldkirchen.
Das Becken ist gegliedert in Täler und Becken, die durch Hügel- und niedrige Bergzüge getrennt sind. Im Folgenden ein – unvollständiger – Überblick.
Niederungen sind:
- Das Villacher Feld um die Stadt Villach.
- Das Rosental zwischen Villach und Gurk-Mündung liegt zwischen Karawanken im Süden und Sattnitz im Norden.
- Das Klagenfurter Feld liegt zwischen Klagenfurt und Völkermarkt.
- Das Zollfeld liegt zwischen Klagenfurt und St. Veit.
- Das Krappfeld erstreckt sich von St. Veit bis Althofen.
- Das Jauntal liegt zwischen der Vellach-Mündung bei Goritschach und Schwabegg südlich der Drau und reicht bis zu den Karawanken.

Hügel- und Bergzüge sind:
- Die Sattnitz liegt zwischen Wörthersee und Drau.
- Der Magdalensberg liegt südöstlich von St. Veit.
- Vielfach werden auch die Ossiacher Tauern zum Klagenfurter Becken gerechnet.
- Das Glantaler Bergland mit dem Ulrichsberg liegt nördlich von Klagenfurt.

## Flüsse und Täler

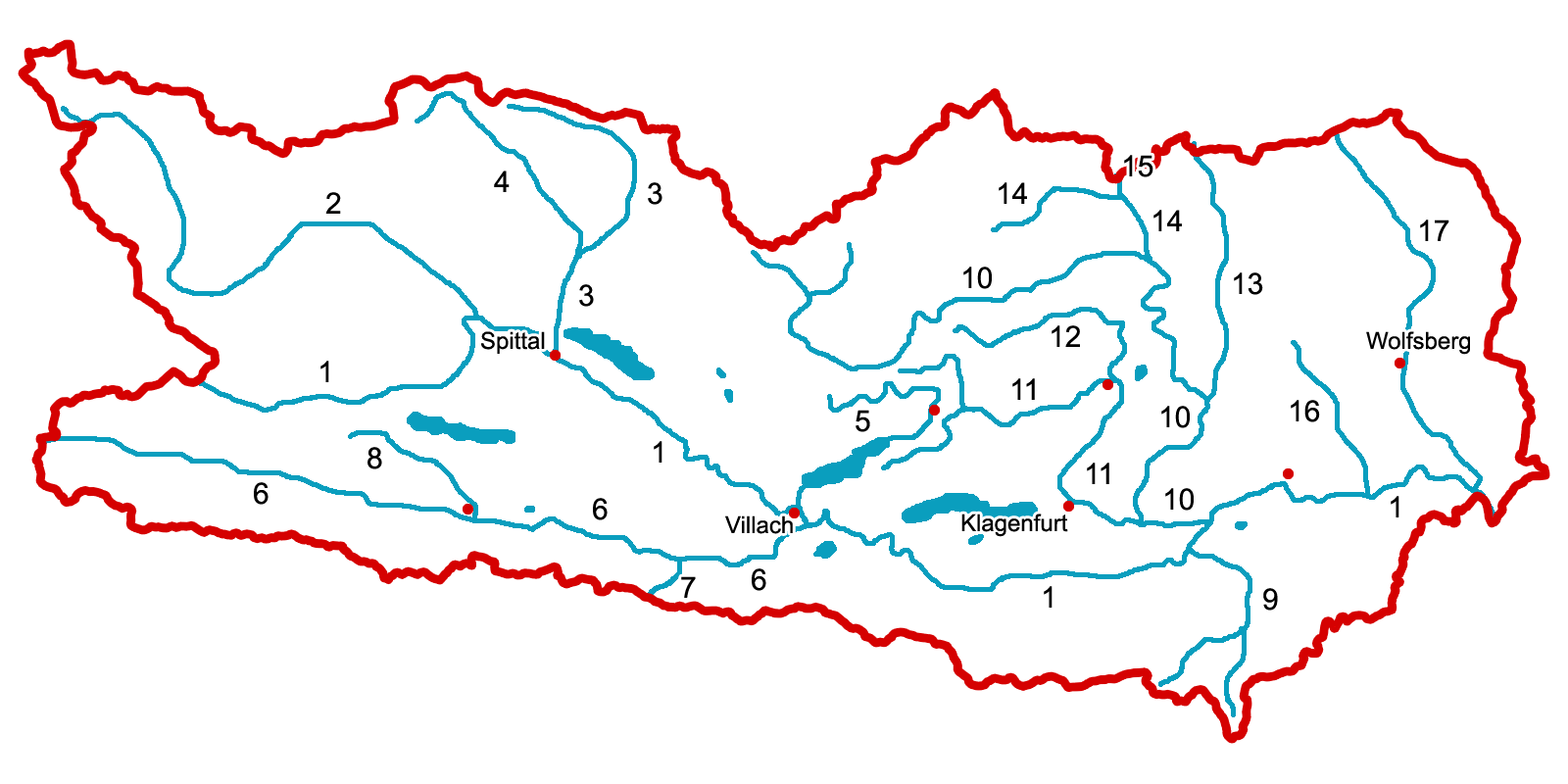
Kärntens Flüsse

Der größte Fluss Kärntens ist die Drau (1). Sie erreicht bei Oberdrauburg Kärnten und durchfließt etliche Täler und Becken.
- Das Obere Drautal reicht von Oberdrauburg über Greifenburg und Steinfeld bis Sachsenburg und liegt zwischen den Gebirgszügen Kreuzeck im Norden und dem Drauzug im Süden.
- Das anschließende Lurnfeld reicht bis Spittal.
- Das Untere Drautal reicht bis Villach und verläuft zwischen Gailtaler Alpen im Süden und Mirnock im Norden von Nordwest nach Südost.
- Der übrige Lauf der Drau liegt im Klagenfurter Becken. Dazu gehören das Villacher Feld; das Rosental zwischen Sattnitz im Norden und Karawanken im Süden mit St. Jakob im Rosental, Ferlach und Maria Rain; das Jauntal; und das tief eingeschnittene Lavamünder Drautal. Rund 4 km südöstlich von Lavamünd verlässt die Drau Kärnten.

Die wichtigsten Nebenflüsse der Drau sind in der Reihenfolge ihrer Einmündung:
- Die Möll (2) entspringt am Fuße des Großglockners, ist 80 km lang und mündet bei Möllbrücke in die Drau. Das Mölltal liegt zwischen Sonnblick- und Reißeckgruppe im Norden sowie der Schober- und Kreuzeckgruppe im Süden. Die größten Ortschaften sind Heiligenblut, Winklern und Obervellach.
- Die Lieser (3) entspringt unterhalb des Kleinen Sonnblicks. Sie durchfließt das Pöllatal, das bei Rennweg in das Katschtal übergeht, welches wiederum nach der Einmündung der Malta bei Gmünd in das Liesertal übergeht. Die Lieser trennt die Hohen Tauern von den Gurktaler Alpen und mündet bei Spittal in die Drau.
  - Die Malta (4) entspringt unterhalb des Ankogels, wird durch die Kölnbreinsperre aufgestaut und durchfließt auf einer Länge von 38 km das Maltatal. Das Tal wird im Westen von der Reißeckgruppe, im Osten vom Reitereck der Hafnergruppe begrenzt. Einziger größerer Ort ist Malta. Die Malta mündet in Gmünd in die Lieser.
- Die Tiebel (5) entspringt bei Außerteuchen nördlich der Gerlitzen, umfließt diese in weitem Bogen über Himmelberg und Feldkirchen und mündet in den Ossiacher See. Der Ossiacherseebach mündet in den Treffner Bach, dieser bei Villach in die Drau.
- Die Gail (6) entspringt in Osttirol und fließt auf einer Länge von 122 km durch das Lesachtal (bis Kötschach-Mauthen), das Obere Gailtal (bis Hermagor) und das Untere Gailtal (bis Villach) und mündet in Villach in die Drau.
  - Die Gailitz (7) entspringt in der Nähe des Nevea-Sattels in Italien und fließt ab Thörl-Maglern auf österreichischem Territorium. Nach wenigen Kilometern mündet sie bei Arnoldstein in die Gail.
  - Die Gössering (8) durchfließt das Gitschtal und mündet südlich von Hermagor in die Gail.
- Die Vellach (9) entspringt in den Steiner Alpen und durchfließt das Vellachtal und die Sittersdorfer Senke des Jauntals. Sie mündet bei Gallizien in die Drau.
- Die Gurk (10) ist nach der Drau der größte Fluss und 120 km lang. Sie entspringt am Lattersteig, durchfließt das Obere Gurktal (Hauptort Patergassen), die Enge Gurk (Sirnitzer Gurkenge) und das Mittlere Gurktal (Hauptort Straßburg) in den Gurktaler Alpen. Im Klagenfurter Becken durchfließt sie das Krappfeld zwischen Althofen und Launsdorf sowie das Klagenfurter Feld und mündet beim Völkermarkter Stausee in die Drau.
  - Die Glan (11) entspringt in den Ossiacher Tauern. Sie fließt durch Feldkirchen, das Glantal (bis St. Veit), das Zollfeld sowie das Klagenfurter Feld und mündet oberhalb von Grafenstein in die Gurk.
    - Die Wimitz (12) entspringt dem Goggausee, durchfließt die Wimitzer Berge und mündet in St. Veit in die Glan.

  - Die Görtschitz (13) entsteht in Hüttenberg durch den Zusammenfluss zweier Bäche. Sie fließt durch das Görtschitztal und mündet bei Brückl in die Gurk.
  - Die Metnitz (14) entspringt auf der Flattnitz, durchfließt das Metnitztal und das Friesacher Feld und mündet bei Althofen in die Gurk. Die größten Orte sind Metnitz und Friesach.
- Die Wölfnitz (16) entspringt in der Nähe der Ladinger Spitz auf der Saualpe, durchfließt den gleichnamigen Ort sowie Griffen und Ruden und mündet bei St. Nikolai in die Drau.
- Die Lavant (17) entspringt in der Steiermark am Zirbitzkogel. Zwischen Seetaler Alpen und Saualpe im Westen sowie Pack- und Koralpe im Osten durchfließt sie das Obere Lavanttal, den Twimberger Graben und das beckenartige Untere Lavanttal. Nach 64 km mündet sie in Lavamünd in die Drau. Die größten Orte sind Bad St. Leonhard, Wolfsberg und St. Andrä.

Das Gegendtal in den Nockbergen zwischen Radenthein und Villach lässt sich nicht eindeutig einem Fluss zuordnen. Der nördliche Teil vom Brennsee nordwärts wird vom Feldbach entwässert, der größere südliche Teil vom Afritzer See südwärts vom Afritzerbach, der in den Treffner Bach mündet.

## Seen

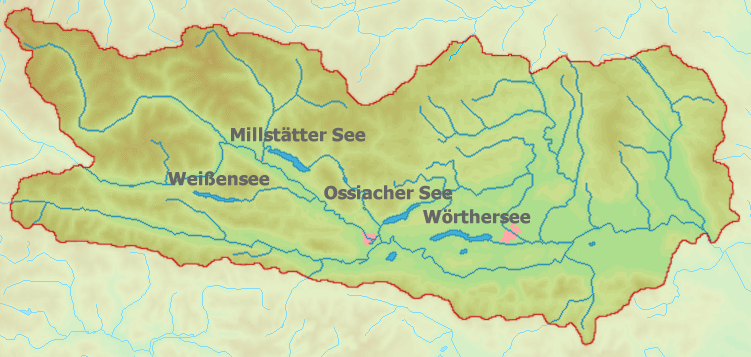
Seen in Kärnten

Kärnten hat rund 1270 Seen, größtenteils Zungenbeckenseen mit einer Gesamtfläche von rund 60 km², wovon die vier größten alleine fast 50 km² einnehmen:
- Wörthersee (Fläche: 19 km²): Der Wörthersee liegt westlich von Klagenfurt. Ortschaften am Wörthersee sind Velden, Pörtschach und Krumpendorf.
- Millstätter See (Fläche: 13 km²): Der Millstätter See liegt nordöstlich von Spittal/Drau. Ortschaften am Millstätter See sind Millstatt und Seeboden.
- Ossiacher See (Fläche: ca. 11 km²): Der Ossiacher See liegt nordöstlich von Villach. Ortschaften am Ossiacher See sind Ossiach und Bodensdorf.
- Weißensee (Fläche: 6 km²): Der Weissensee liegt nördlich von Hermagor. Die einzige Ortschaft am Weissensee ist Techendorf.

Für weiterführende Informationen siehe Kärntner Seen.